# Comissão de Lições Aprendidas e Reconciliação
A Comissão de Lições Aprendidas e Reconciliação (em inglês:  Lessons Learnt and Reconciliation Commission, LLRC,  em cingalês:  උගත් පාඩම් හා ප්‍රතිසන්ධාන කොමිෂන් සභාව Ugath Padam Ha Prathisandhana Komishan Sabhava, em tâmil:  கற்றுக்கொண்ட பாடங்கள் மற்றும் நல்லிணக்க ஆணைக்குழு) foi uma comissão de inquérito nomeada pelo presidente do Sri Lanka, Mahinda Rajapaksa, em maio de 2010, após a Guerra Civil do Sri Lanka de 26 anos, para funcionar como uma comissão da verdade e reconciliação. A comissão foi mandatada para investigar os fatos e as circunstâncias que levaram ao fracasso do acordo de cessar-fogo operacionalizado em 27 de fevereiro de 2002, as lições que devem ser retiradas desses acontecimentos e as medidas institucionais, administrativas e legislativas que devem ser tomadas para para evitar qualquer recorrência de tais problemas no futuro e para promover maior unidade nacional e reconciliação entre todas as comunidades. Após um inquérito de dezoito meses, a comissão apresentou seu relatório ao Presidente em 15 de novembro de 2011. O relatório foi tornado público em 16 de dezembro de 2011, após ter sido apresentado no parlamento.
A comissão concluiu que as Forças Armadas do Sri Lanka não alvejaram civis deliberadamente, mas os rebeldes Tigres de Liberação do Tamil Eelam (LTTE) violaram repetidamente o direito internacional humanitário. De acordo com a comissão, os militares deram a "maior prioridade" à proteção de civis, enquanto os Tigres Tâmeis não tiveram "nenhum respeito pela vida humana". A comissão admitiu que civis foram mortos pelos militares do Sri Lanka, embora acidentalmente, contradizendo a linha do governo de que não houve vítimas civis. A comissão, no entanto, recebeu algumas evidências de testemunhas oculares alegando abusos pelos militares, o que justificava uma investigação mais aprofundada e, se necessário, o julgamento dos perpetradores. A comissão reconheceu que hospitais foram bombardeados, resultando em "consideráveis baixas civis", mas não informou quem foi o responsável pelo bombardeio. A comissão culpou os políticos cingaleses e tâmeis por causarem a guerra civil: os políticos cingaleses não conseguiram oferecer uma solução aceitável para o povo tâmil e os políticos tâmeis alimentaram o separatismo militante.
A comissão foi duramente criticada por grupos internacionais de direitos humanos, pelo Painel de Peritos da ONU e outros devido ao seu mandato limitado, à alegada falta de independência e à sua incapacidade de cumprir os padrões internacionais mínimos ou de oferecer proteção às testemunhas. Estes críticos acreditavam que o governo do Sri Lanka estava a usar a comissão como uma ferramenta para impedir uma investigação internacional independente de alegados abusos. Como consequência disto, a Amnistia Internacional, a Human Rights Watch e o International Crisis Group recusaram-se a comparecer perante a comissão.